# Český Krumlov (nádraží)
Český Krumlov je železniční stanice v severní části okresního města Český Krumlov v Jihočeském kraji nedaleko řeky Vltavy. Leží na jednokolejné neelektrizované trati České Budějovice – Černý Kříž.

## Historie

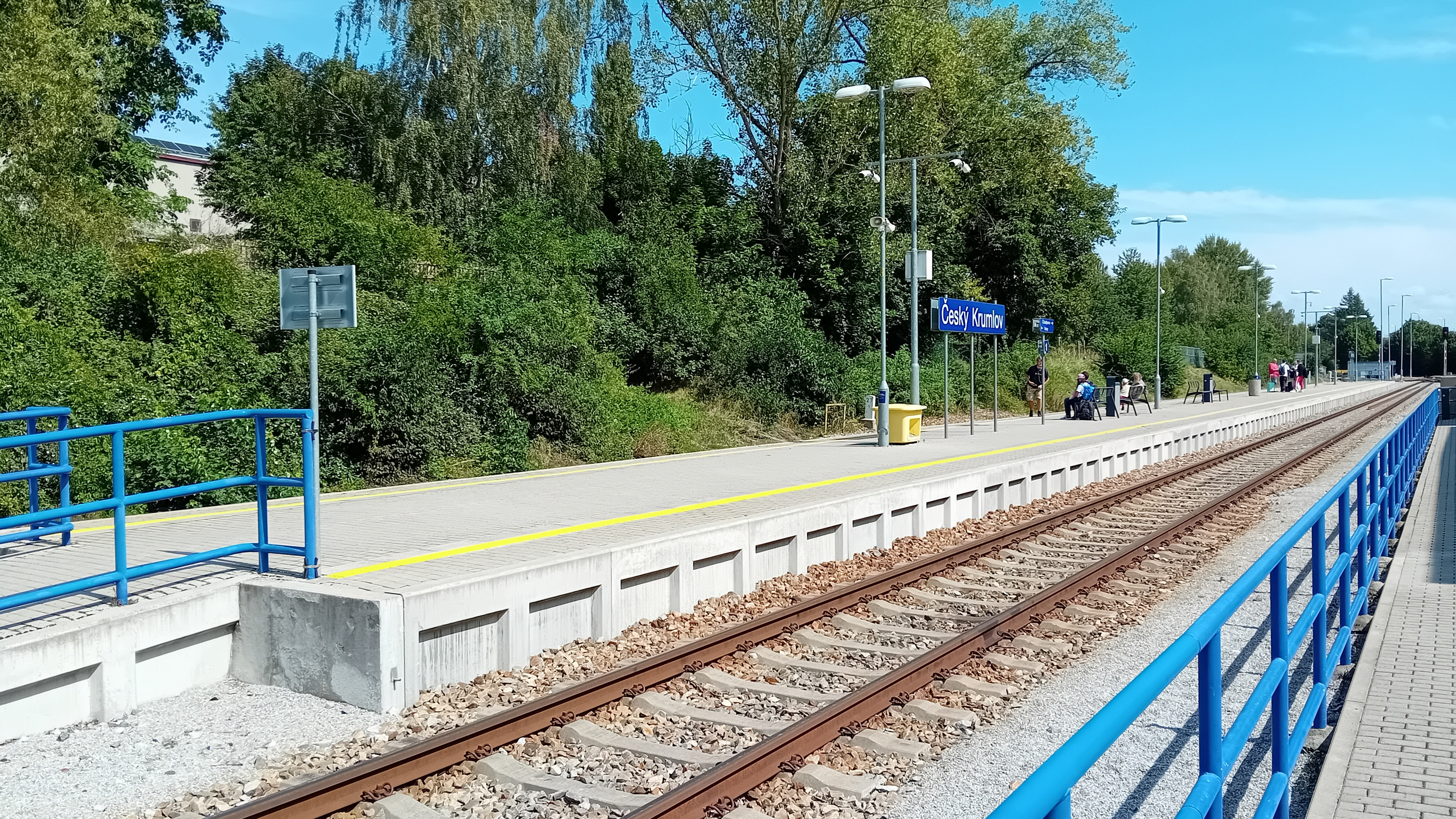
Poloostrovní nástupiště

19. listopadu 1891 otevřela Rakouská společnost místních drah ÖLEG odbočnou trať z Rožnova, odkud od roku 1871 vedla trať spojující České Budějovice a Linec, do Kájova. Stanice v Českém Krumlově na této trase vznikla dle typizovaného stavebního vzoru nádražních budov ÖLEG. Železniční spojení bylo 4. července 1892 prodlouženo do Želnavy (nyní Nová Pec) a roku 1910 do stanice Černý Kříž.
Provoz zajišťovaly od začátku Císařsko-královské státní dráhy (kkStB), roku 1894 byla trať zestátněna, po roce 1918 pak správu přebraly Československé státní dráhy, od roku 1993 byly provozovatelem České dráhy, od roku 2008 tuto povinnost převzala Správa železniční dopravní cesty (nynější Správa železnic).
V roce 2015 prošla celá trať rekonstrukcí, v rámci které byla ve stanici původní jednostranná nástupiště nahrazena polooostrovním, zároveň byla ve stanici zrušena dopravní služba a stanice je ovládána z Kájova.
Ve stanici zastavují pravidelné osobní vlaky, jejichž dopravcem je od prosince 2017 GW Train Regio, od prosince 2016 jezdí do České Krumlova též jeden pár pravidelných expresů z Prahy, jehož dopravcem jsou České dráhy.

## Popis
Nachází se zde poloostrovní nekryté nástupiště, k příchodu na nástupiště slouží přechod přes kolej.